# Angels' Brigade
Angels' Brigade è un film statunitense del 1979 diretto da Greydon Clark.

## Trama
Sei donne e un'adolescente devastano una milizia di destra prima di sgominare una banda di spacciatori di droga.